# 两岸领导人会面
兩岸領導人會面，常称“馬習會”或“習馬會”，是海峽兩岸最高領導人於2015年11月7日在新加坡舉行的會面。這是海峽兩岸（即臺灣與中國大陸）自1949年政治分立以来（66年），雙方最高領導人的首次會晤，象徵兩岸歷史上最大突破。會中主要就和平的两岸关系交换意见，雙方沒有簽署協議或發布共同聲明。
該會面在當地時間下午3時，於新加坡香格里拉大酒店大堂层“島嶼宴會廳”內的「東陵廳」及「裕廊廳」舉行，新加坡政府應雙方要求協助籌辦本次會面。馬英九為此次會面專程前往新加坡，習近平則是在結束越南與新加坡的國事訪問後再與馬英九會面。雙方同時派遣兩岸關係的相關官員共同參與，會面前半段向媒體公開，後半段則為閉門會議。
為達成實質對等與尊嚴，雙方在會面上以與的身分見面，並以「先生」互稱。中共中央台灣工作辦公室主任張志軍指出「这是在两岸政治分歧尚未解决情况下根据一个中国原则作出的务实安排。」會後，先由中共中央台湾工作办公室主任張志軍在下午4時15分舉行記者會，接著馬英九於下午4時45分在同一場地舉行記者會。雙方在稍晚共進晚宴，並分別在當日晚間搭乘專機返回北京與台北。

## 緣起

### 背景

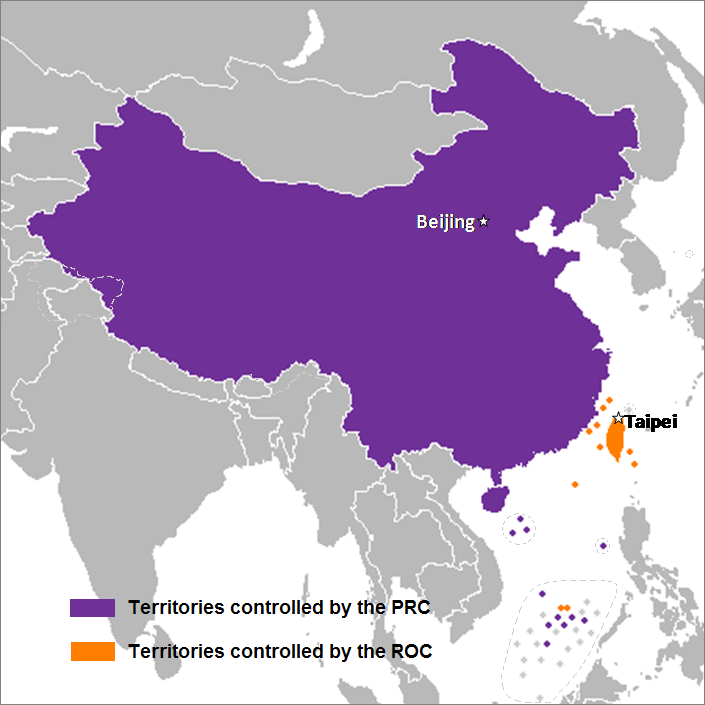
兩岸現今分治實質控制地區

1949年中華民國政府遷台後，與中国共产党及其新建立的中华人民共和国没有官方往來。1950年代，時任中華民國總統兼中國國民黨總裁蔣中正派著名报人曹聚仁穿梭于两岸之间，为政治谈判牵线。1956年10月曹聚仁见到中国共产党中央委员会主席毛泽东，毛泽东透露再次与蒋介石会晤和谈的想法。1975年初蒋介石授意总统府资政陈立夫经秘密渠道发出邀请毛泽东到台湾访问的信息。但蒋、毛两人先后在1975、1976年辞世，两人会晤谈判的设想成为泡影。此后，北京方面多次以「國共商談」或「和平談判」提出兩岸領導人會晤。1993年辜汪會談在新加坡舉行，被定位為民間性的、事務性的會談。1994年4月下旬，時任總統兼國民黨主席李登輝在與日本作家司馬遼太郎的非官方對談中，提及了兩岸領導人會晤。同年9月30日，李登輝接受華爾街日報專訪，透露兩岸高層已有不公開管道聯繫。
1995年1月30日，时任中共中央总书记江泽民在中共中央台湾工作办公室的新春茶话会上，发表了内含八点，题为《为促进祖国统一大业的完成而继续奋斗》的讲话，表示欢迎“台湾当局领导人”以适当身份前来访问；也愿意接受台湾方面的邀请前往台湾。同年4月8日，中華民國總統李登輝在國家統一委員會中提出包含六点的正式回应，當中第四點主張兩岸領導人在國際場合自然平等見面，會晤對兩岸關係有正面意義。李並在不同場合多次強調，兩岸領導人見面最好的時機與地點是在1995年大阪舉行的亞太經合會。由此可见，雙方皆認同領導人應該會晤，但對於領導人會晤的身份、場合及時機有不同的看法。
2008年，中國國民黨重新執政，馬英九擔任總統，两岸氣氛改變，並重啟兩岸的政治協商，展開一系列的江陳會談。當年6月12日，海基、海協兩會在北京舉行協商談判，針對多項攸關两岸交流議題達成共識，包括两岸包機直航、大陸居民赴台旅遊等，是為「第一次江陳會談」。海基會董事長江丙坤並邀請海協會會長陳雲林在同年秋天訪問台灣，舉行「第二次江陳會談」。主要內容為簽訂三通協議，全面開啟大三通。2011年，馬英九在竞选连任期間一度向東森新聞表示，不會在任期內與大陸領導人見面、談統一問題。

### 構想
2012年11月，習近平於中共十八大就任中國共產黨中央委員會總書記成為最高領導人後，便開始有「馬習會」的構想。最初的構想是由兩岸領導人以執政黨黨魁的身分會面（亦即中國國民黨主席馬英九同中共中央總書記習近平的會面）。2014年2月，時任行政院大陸委員會主委王郁琦與國務院台灣事務辦公室主任张志军在南京會見，兩人觸及的議題就包括馬習會，然而由於內外各種因素影響、兩岸就場合磋商未獲共識，至馬英九辭去國民黨主席職務時遲未舉行，後來以新任國民黨主席朱立倫同中共中央總書記習近平的「朱習會」替代。
2013年10月，习近平在印尼APEC會議会见中華台北代表蕭萬長时指出，增进两岸政治互信，夯实共同政治基础，是确保两岸关系和平发展的关键，两岸长期存在的政治分歧问题终归要逐步解决，总不能将这些问题一代一代传下去。中国大陆方面愿意在一个中国框架内就两岸政治问题同台湾方面进行平等协商，作出合情合理安排。同年12月，馬英九表示存在以中華民國總統或中國國民黨主席身份展開馬習會的可能，并表示願意參加2014年底在北京召開的APEC會議，但大陸方面不同意，最後由前副總統蕭萬長與習見面。陸委會前特任副主委張顯耀也透露两岸双方于2014年曾数次谋划领导人会面，如7月馬出訪中南美洲回程時在新加坡與習見面、以八二三砲戰紀念日為由在金門與習見面，但被陸委會主委夏立言否认。
2015年11月初，马习会確定即將舉行的消息曝光后，陆委会主委夏立言在记者会上透露，議題是在稍早10月中辦於廣州的夏張會後，由国台办主任张志军先提起，之後再各自帶回去請示上級，最後經數週往返磋商後確立「台灣地區與大陸地區」定位、馬習互稱「先生」及「非國際場合」等原則，成功將這場世紀會面拍板定案。

### 公布消息

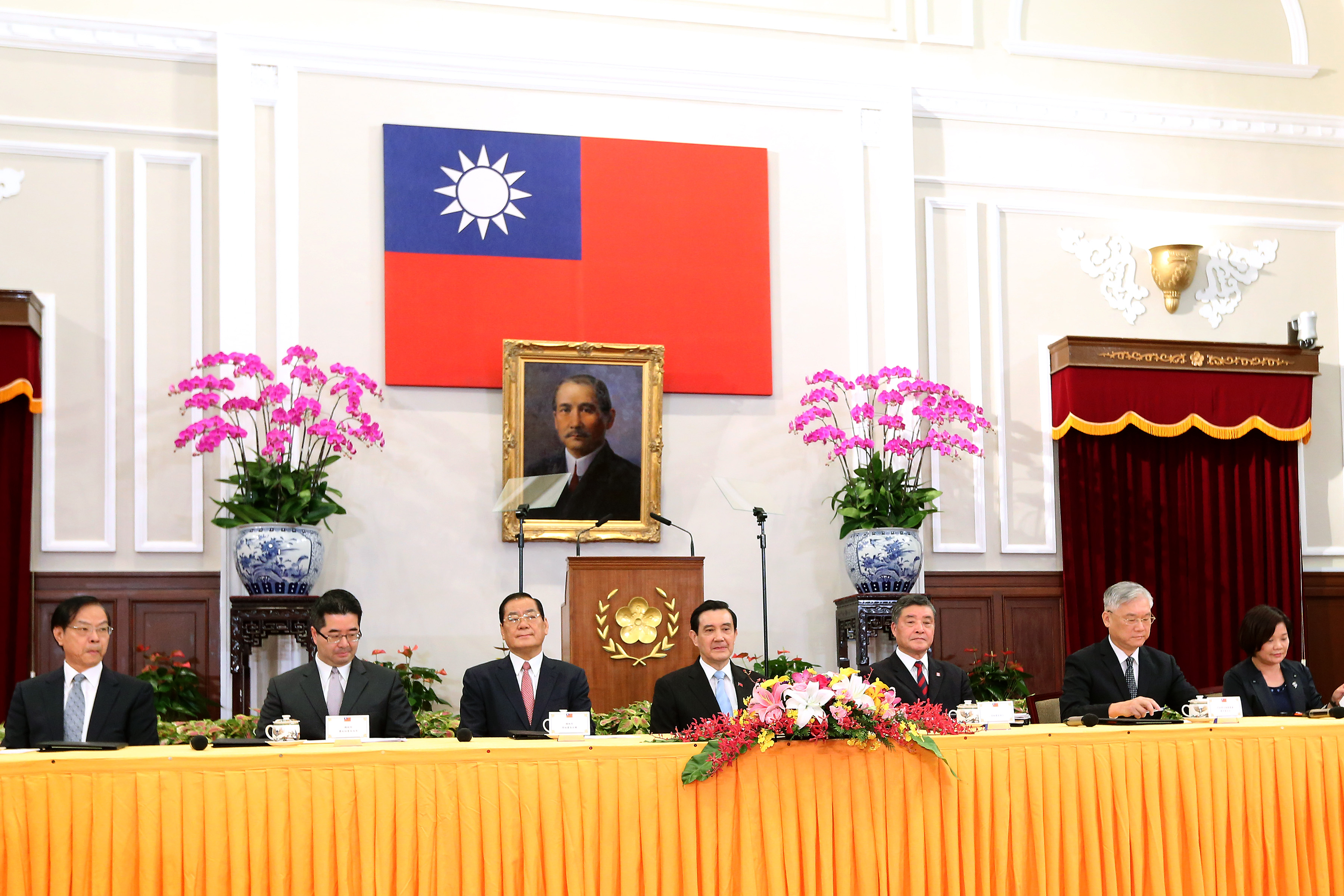
馬英九召開行前記者會

台灣時間2015年11月3日下午10時34分，《自由電子報》率先獨家揭露馬習將於7日在新加坡「不期而遇」，稱該會是偷偷摸摸、事前完全排除台灣公民與國會的同意與了解即逕行敲定，背離民主國家的常規，並質疑「完成此一馬英九個人的願望，台灣要付出什麼代價？」隨後台灣媒體向總統府求證，直到一個多小時後，總統府發言人陳以信於下午11時40分發出聲明、午夜12時發布聲音檔，首度證實兩岸領導人將正式會面。4日上午7時整，中共中央台湾工作办公室主任張志軍亦宣布兩岸領導人將於7日會面。參與規劃馬習會的消息人士透露，中華民國政府已經於3日白天告知美國此一消息，原本規劃要在4日下午對外正式公佈此一消息，但3日晚上將消息告知其他「需要提前得知消息」的台灣政要、智庫學者時，立刻就有人洩漏給媒體，迫使府方必須提前出面證實此事。
馬習會的最終定案是在新加坡牽線以及北京主動邀約之下，決定於2015年11月7日下午在新加坡香格里拉大酒店舉行。在兩岸互動推進的過程中，新加坡一直扮演著關鍵重要角色，两岸首次事務性会谈——辜汪会谈即于1993年4月在新加坡举行。而此次习马会的促成，新加坡總理李顯龍也被認為是重要推手之一。台灣方面参与會面原則是「對等、尊嚴」；會面沒有預設前提、不涉政治談判；不簽署協議或發布共同聲明；會面選擇兩岸以外第三地；公開、透明，尊重國會監督、無黑箱作業，總統府將此次出訪的專案代號取名為「固平專案」，意即「鞏固和平」。

## 會面過程
11月6日，適逢中华人民共和国与新加坡建交25周年，习近平的中國國際航空專機於下午5時30分许自越南抵達新加坡樟宜機場，开始在新加坡的国事访问。
11月7日，馬英九的中華航空專機於上午10點40分抵达樟宜機場。隨後被安排走進空橋通道，來接機的有新加坡外交部東北亞司副司長黃美美與新加坡國會議員符致鏡，被臺灣有線電視節目《新聞挖挖哇》主持人質疑是不對等，對此中華民國外交部發言人王珮玲表示，新加坡的接機代表不是以其個人身分前來，而是代表新加坡政府，中華民國政府感謝並尊重新加坡的安排。
11月7日上午六七点钟开始，就有大批摄影、摄像记者守在安检通道前排队等候，希望能够抢先一步入场，採訪記者超過620人。
习近平結束對新加坡的国事访问後，兩岸領導人的會面於新加坡时间11月7日下午3時在新加坡香格里拉大酒店正式舉行。习近平由中共中央政治局委员兼中共中央政策研究室主任王沪宁、中共中央政治局委员兼中共中央办公厅主任栗戰書、中央外事办主任兼国务委员楊潔篪、中共中央台湾工作办公室主任张志军、中共中央办公廳副主任兼總書記辦公室主任丁薛祥及中央台办副主任陈元丰陪同参加会面；馬英九由總統府秘書長曾永權、國家安全會議秘書長高華柱、行政院大陸委員會主任委員夏立言及國安會諮詢委員邱坤玄、總統府副秘書長蕭旭岑和陸委會副主委吳美紅陪同参加会面。

### 會面禮節
現場新加坡香格里拉大酒店方面在新加坡政府的協助下，撤除了大門口的各國國旗、官銜，避免五星红旗出現。但國際記者會時馬英九的桌上擺放印有青天白日滿地紅旗並標示總統尊稱的桌牌。
為了確保地位對等，不分主客，習近平取消原訂入住的新加坡香格里拉大酒店，改至新加坡瑞吉飯店，再前往香格里拉大酒店與會。
另外在星國方面，新加坡總理李顯龍稍早接待完習近平的國事訪問後，也同樣禮邀馬英九在馬習會後留下來和他茶敘一番，並在個人臉書上以英文稱呼馬英九為總統。

### 世紀之握

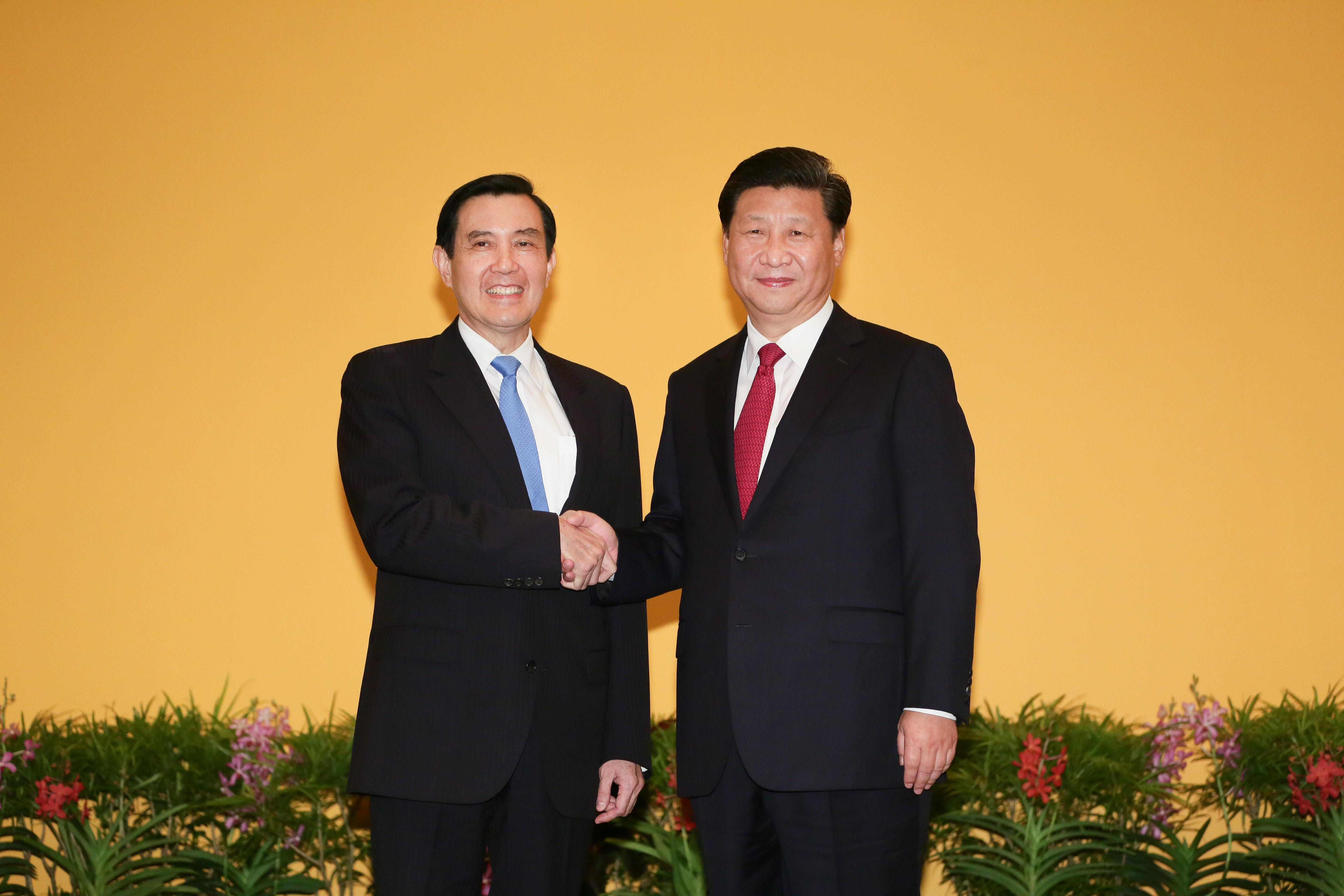
兩位領導人握手致意，被媒體譽為「世紀之握」

下午三点，會面正式開始。马英九与习近平兩位領導人在岛屿大厅的东陵厅握手致意，时间长达1分钟20秒，是此會面最具歷史性的一刻。

### 開場致辭

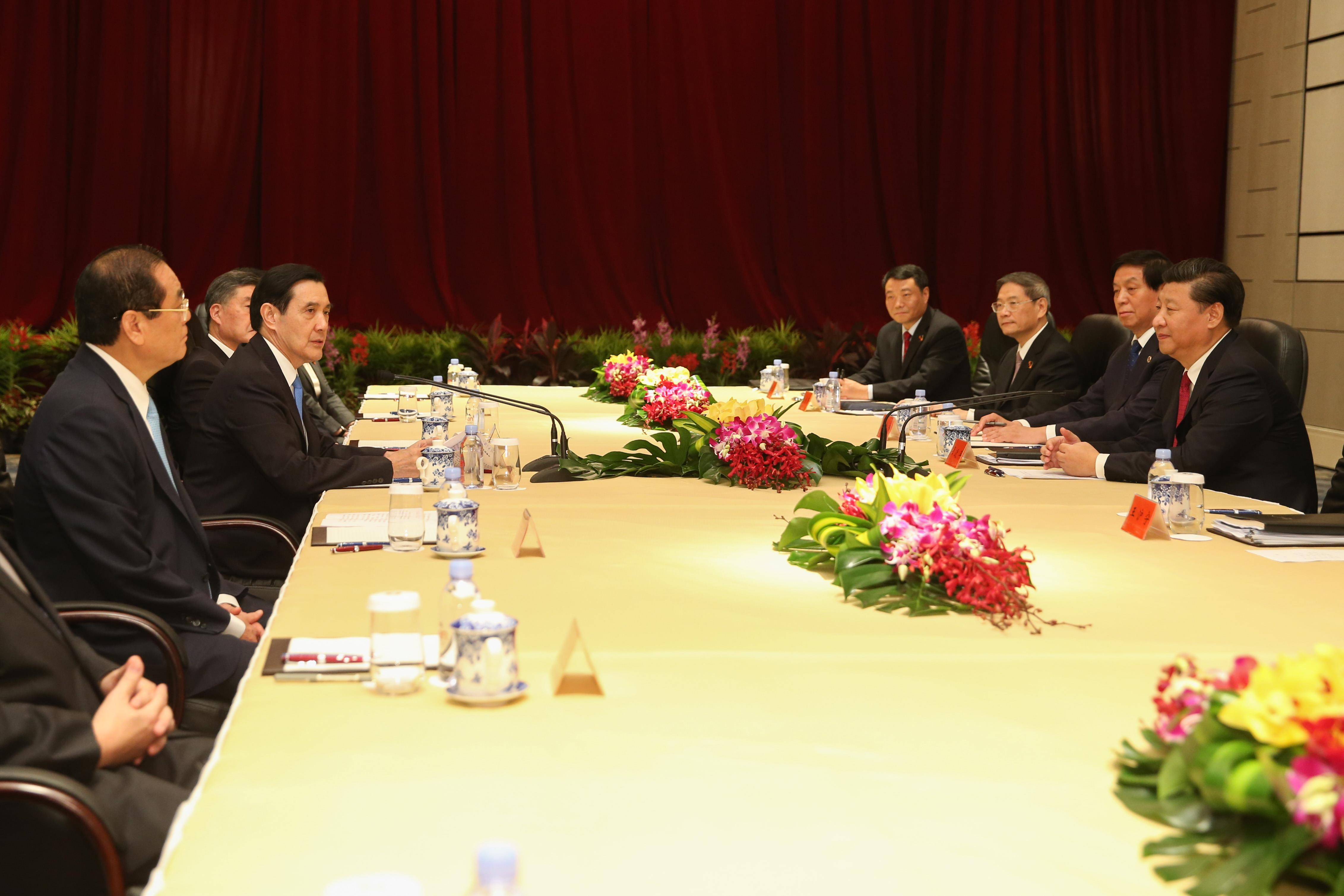
馬英九致詞

两人握手后转入裕廊厅会面，其中会面前10分钟对部分媒体开放。习近平在致辞當中提及：
|          | - 两岸是「打断骨头连着筋的兄弟」，是「血浓于水的一家人」。 - 两岸同胞携手奋斗，坚持「九二共识」。 - 共谋中华民族伟大复兴。 |
| ——习近平 | |

马英九提出维系两岸和平繁荣的5点主张，當中提及：
|          | - 鞏固「九二共識」，維持和平現狀，海峽兩岸在1992年11月，就「一個中國原則」達成的共識，簡稱九二共識。 - 貨貿協議、兩會互設機構、與陸客中轉等，應該儘速處理。 - 兩岸人民同屬中華民族、都是炎黃子孫，應該互助合作，致力振興中華。 |
| ——馬英九 | |

隨即進入閉門會談階段。

### 閉門會談
在闭门会談阶段，两位领导人就一些重要问题交换看法，习近平首先请马英九發表看法，馬英九補述了稍早所提的5點主張，陸委會在11月9日發布《馬總統正式會談談話全文》的新聞稿，當中提及：
|          | - 主張九二共識的內容是一中各表，不涉及兩個中國、一中一臺與臺灣獨立，這是《中華民國憲法》所不容許的。 - 提及朱日和基地軍演和飛彈的問題，以及有意義的參與國際社會常受到阻撓，應該從這些方面進一步降低敵意與對立。 - 在歷史文化和兩岸經貿進行合作。 - 大陸委員會主委、國務院台灣事務辦公室主任之間還沒有聯繫機制，建立起來有助於雙方的處理。 - 兩岸享有共同的血緣、歷史與文化。 |
| ——馬英九 | |

11月11日，馬英九接受TVBS專訪表示談及中華民國時習的表情很平靜、沒有不悅神情，在會中向對方強調安全與尊嚴是台灣人民十分關切的議題，並舉金門砲彈變菜刀之例，主張兩岸鑄劍為犁，將能創造兩岸人民福利，習近平在回應時當面允諾「你們等著看」，砲彈變菜刀的事例讓他很有感觸，他自己在廈門市副市長任內時，廈門與金門的軍事禁區隔海相望，在廈門這一側的禁區，雖然他的市長座車能夠自由進出，但一般民眾卻不能進入；後來金廈兩門成為兩岸觀光熱點，變得非常繁榮，兩地民眾也直接受惠。
据中共中央台办主任张志军转述，习近平谈了四点意见（四點堅持）：堅持兩岸共同政治基礎不動搖，大陆和台湾同属一个国家，从未改变，也不可能改变；堅持鞏固昇華兩岸關係和平發展，對於马英九提出兩岸事務主管先建立热线就紧急或重要议题交换意见，习近平指示“立刻处理”，并表示设立热线有助于双方及时沟通，避免误判，处理紧急问题；堅持為兩岸同胞多謀福祉，對於台灣的經貿參與，習近平表示歡迎台灣以適當方式加入亞投行，並提出加強兩岸文化和教育交流合作；還有堅持同行實現中華民族偉大復興。
此外，習近平在會中提到地处内蒙古的朱日和基地和飞弹部署不是针对台湾，馬英九在會後受訪時表示對這個回答不是很滿意。

### 达成共識
双方肯定2008年以来两岸关系和平发展取得的重要成果。双方认为应该继续坚持“九二共识”，巩固共同政治基础，推动两岸关系和平发展，维护台海和平稳定，加强沟通对话，扩大两岸交流，深化彼此合作，实现互利共赢，造福两岸同胞，两岸人民同属中华民族，都是炎黄子孙，应该携手合作，致力於振兴中华，致力於民族复兴。设立两岸事务主管热线，有助于双方及时沟通，避免误判，处理紧急问题。对货物贸易、两会互设办事机构等问题，双方可以抓紧商谈，争取早日达成一致。習近平表示了解台湾同胞对参与国际活动问题的想法和感受，重视并推动解决了许多与之相关的问题。只要不造成“两个中国”、“一中一台”，两岸双方可以通过务实协商作出合情合理的安排。

#### 官方解讀
- 馬英九認為，雙方交換意見，一方面吸引全球矚目，具有歷史里程碑的「象徵意義」；另一方面其具體內容與結論涵蓋兩岸關鍵議題，具有「實質意義」。兩岸領導人在類此場合討論九二共識，可謂兩岸關係另一個重要里程碑。[82]他推動兩岸領導人會面，「也是為下一任總統鋪路，不論他來自何方」，雙方在會議上已就確保臺海的穩定與現狀獲得共識，「橋已經搭好了，任何人都可以上橋，只要他遵守交通規則」。[83]
- 毛治國表示，本次會面彰顯出中華民國存在的客觀事實，即「兩岸互不承認主權，互不否認治權」，有助鞏固7年多來臺海和平現狀，建構更穩定的制度化兩岸關係；「馬習會」也是兩岸在1949年隔海分治66年後，兩岸關係發展的重大歷史里程碑。[84]
- 张志军介紹，本次會面是对体现一个中国原则的“九二共识”作为共同政治基础的再确认，对两岸关系未来稳定发展具有重要意义；也向世人表明，两岸中国人完全有能力、有智慧解决好自己的问题[85]。
- 陸委會介紹，本次會面為日後兩岸領導人的常態交流機制奠定基礎，更是未來兩岸關係進一步制度化的重要開端，有助穩固兩岸制度化常態互動模式，增進提升兩岸互信[86]。
- 夏立言介紹，本次會面維繫「兩岸和平」，為臺海及區域穩定創造歷史典範，深化兩岸關係制度化發展，增進兩岸互信。兩岸領導人會面的過程中，馬英九完整說明「九二共識、一中各表」之意涵，充分彰顯中華民國主權與維護臺灣尊嚴，維護臺海現狀。馬英九更是第一位在大陸領導人面前說出中華民國、中華民國憲法、「九二共識、一中各表」及兩岸隔海分治事實的總統，促使陸方正視中華民國存在的事實[47]。

## 記者會

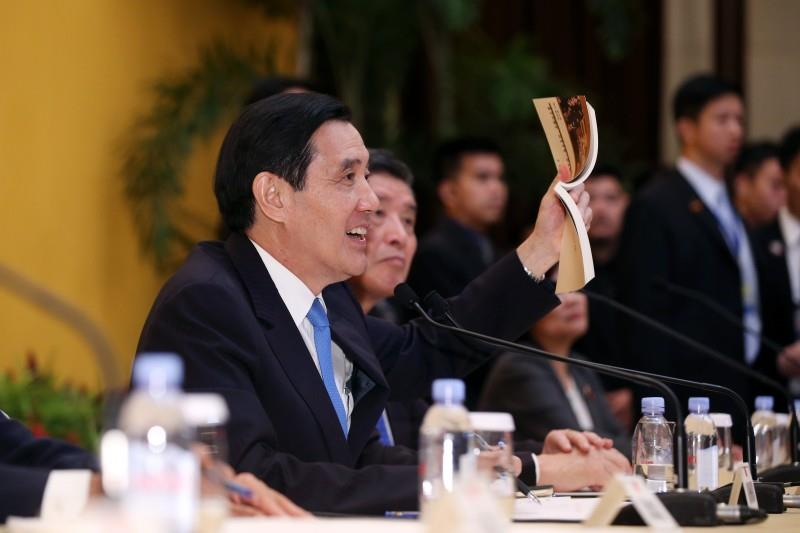
馬英九召開會後國際記者會

会面结束后，两岸分别召开30分钟记者会。陆方在前，由中共中央台湾工作办公室主任張志軍召開；台方在后，由馬英九親自召開。
馬英九的國際記者會中，放上印有青天白日滿地紅旗和職稱「總統」的桌牌。學者陳一新指出，若無兩岸「互不否認治權」的基礎，不可能如此。马英九在記者會中，回答關於大陸對台灣的飛彈部署、增設兩岸熱線、專升本的大陸學生到台灣讀書、台灣的國際參與等問題，并將閉門會議階段的討論內容一部份對外公開。

## 雙方晚宴

### 「總統」話題
馬英九向習近平提及「我擔任中華民國總統七年了」等語。習近平亦對馬英九說出：「你們的總統府，就是日本時候的總督府嗎？」

### 飲食、座次
下午5時30分，两岸领导人共进晚宴，晚宴的菜色有：涼菜为金箔片皮豬、風味醬爆鮑片脆瓜，熱菜為湘式青蒜爆龍蝦、竹葉東星斑XO糯米飯、杭式東坡肉和百合炒蘆筍，主食是四川擔擔麵，甜品則是桂花糖雪蛤湯圓、水果拼盤。
晚宴飲用酒方面，臺灣方面帶來了1990年9月27日金門酒廠生產的58度特級金門高粱酒兩瓶、馬祖老酒八罈；中國大陸方面帶來了貴州茅台酒。
晚宴的座位排序上、馬英九與習近平比鄰而坐，習近平的左方依序是曾永權、栗戰書、夏立言、張志軍、蕭旭岑、陳元豐、吳美紅、丁薛祥、邱坤玄、楊潔篪、高華柱、王滬寧。此次晚宴的費用為AA制，由雙方各自分攤。
其中，時任總統府秘書長曾永權向習近平敬酒時，並未稱呼其官銜「總書記」或「國家主席」，向馬英九敬酒時，則尊稱為「總統」。

## 各自返國
晚上7时20分，晚宴结束，习近平和马英九分別前往樟宜機場搭機返回北京和臺北。在離開之前，馬英九又應新加坡總理李顯龍邀請，與其茶敘。晚上8時習近平專機先行起飛離開，馬英九結束與李顯龍的會談後，其專機在晚上9時才起飛離開。

## 各方反应

### 各國政府

#### 美国
白宫对馬習会表示谨慎欢迎，美国国务院也歡迎兩岸的領導人會晤，以及過去幾年來兩岸關係歷史性地改善，这使美国以及整个地区都受益，并鼓励兩岸政府继续在相互尊重的基础上进行具有建设性的对话。聯邦眾議院外交委員會亞太小組主席邵建隆表示：「恭喜馬總統在馬習會做到對等、透明，並肯定馬總統是非常負責任的領導人。」在台協會前處長包道格：「馬習會是後冷戰時期國際秩序的典範。」在台協會前理事主席卜睿哲：「馬習會本身就是重大成就。」 現任在台協會理事大卫·布朗：「馬英九提到中華民國等事實，逐漸增加了中華人民共和國對於台北政府的承認。」

#### 新加坡
新加坡總理李顯龍恭賀馬英九總統突破兩岸關係；新加坡外交部也表示这是自1949年以来海峡两岸关系史上一个里程碑，作为海峡两岸双方长期的密友，新加坡乐于协调及成为海峡两岸领导人进行直接对话的地点。

#### 欧盟
歐洲外交暨安全總署表示，「兩岸領導人首度會面，是令人鼓舞的一步，展現雙方在持續和解過程中所建立的互信。歐盟期盼兩岸關係持續和平發展，裨益兩岸人民。」

#### 比利时
國防部部長、前總理马克·伊斯更斯表示：「兩岸領袖的歷史一握、兩岸關係的發展可以成為全球所有衝突各方的最佳範例。」「不論明年執政的是哪個政黨，如果決定揚棄現在的和平現勢都是笨蛋、可恥的。」

#### 日本
期望兩岸透過直接對話以和平解決問題。

### 中華民國內部反應

#### 立法院

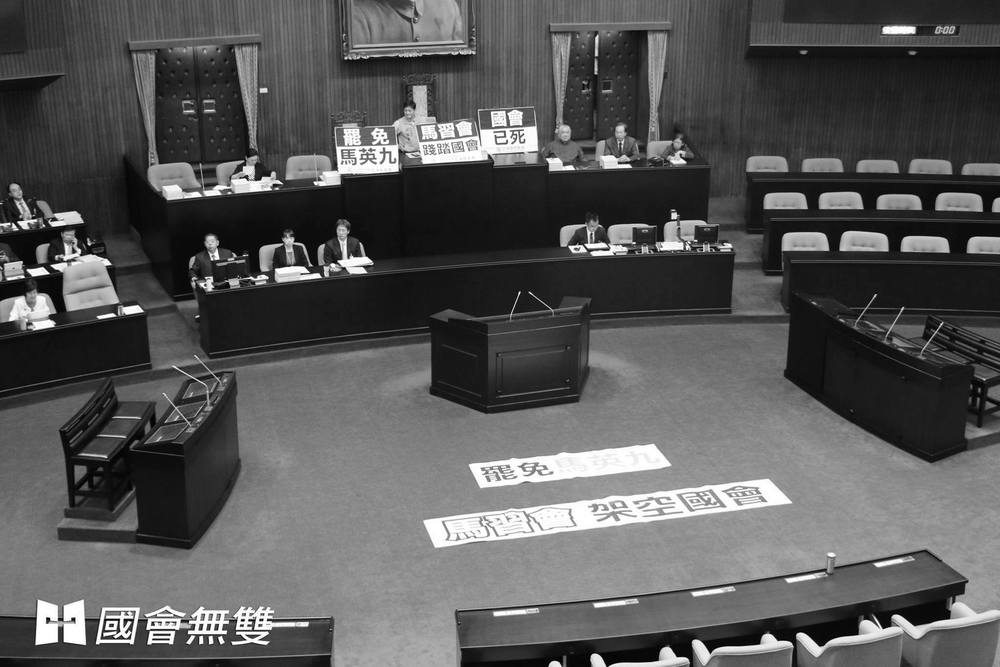
立法院院會因為馬習會而遭民進黨杯葛

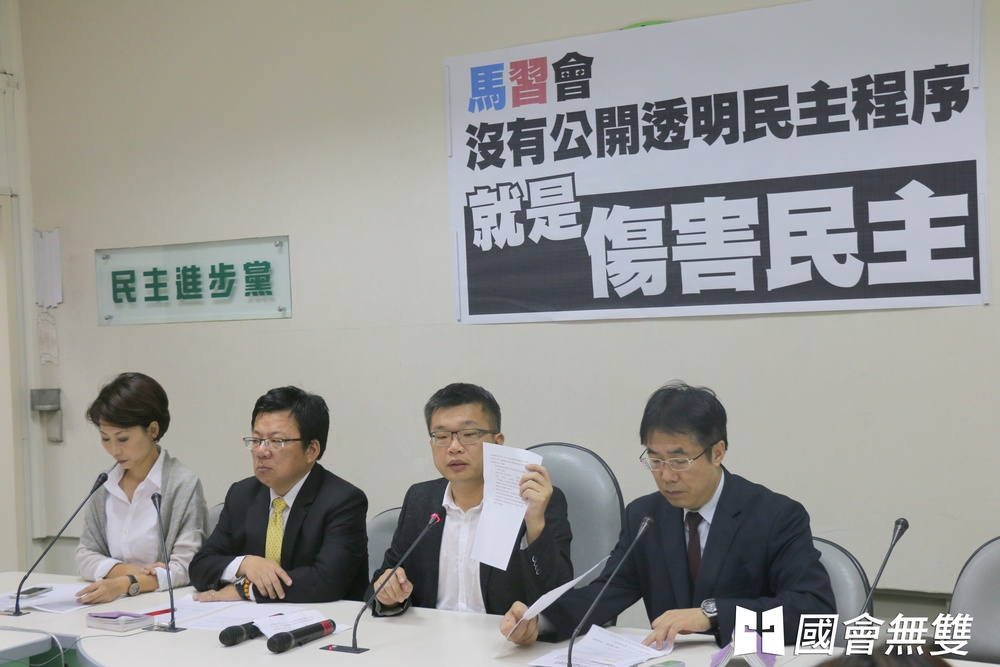
民進黨立法院黨團召開記者會譴責馬習會

- 11月3日晚間11點多，立法院院長王金平準備就寢時接獲媒體詢問，才知此事[113]，他发表声明，表示支持任何有利两岸和平及区域稳定的对话，民意高度关注两岸关系，希望这次会面能符合民众期待，圆满达成。同时也表示：兩岸領導人會面必須秉持對等尊嚴[114]。
- 11月4日，中國國民黨立法委員丁守中於Facebook表示，在國際政治領域，全世界都支持以談判代替對抗，以溝通化解歧見，這是全世界公認的好事。[115]
- 11月4日，中國國民黨立法院黨團表達支持馬習會，已發動連署，並舉行記者會，駁斥黑箱說。中國國民黨政策會執行長賴士葆表示，馬習會是禮拜六進行，政院三天前來立法院報告，符合監督條例；中國國民黨立委林郁方批評在野黨：「雙方尊嚴對等，民進黨在鬼叫什麼？」[116]。
- 11月4日，台聯立法院黨團召開記者會，批評馬英九3日深夜宣布要前往新加坡進行「馬習會」的行為「成何體統」。其中，總召賴振昌表示「馬習會」是我們國家元首要出國見面，這是何其慎重的事情，但是我們的馬英九把它搞得像小情侶的偷情一樣，偷偷摸摸；副總召葉津鈴更直呼台灣已容不下國民黨，要他們滾出台灣。[117]。
- 11月4日，民主進步黨立法委員黃偉哲說，馬習會有如新加坡版的「九三閱兵」，等於馬英九去接受習近平的檢閱，而總統府宣稱不會簽任何協議，那是為什麼而見面？難道只為了歷史定位，這就是馬英九的高度嗎？黃偉哲呼籲馬英九在沒有經過授權的情況下，不可簽任何協議，也不能談任何具體計劃。
- 11月4日，民主進步黨立法委員段宜康則在Facebook上嘲諷說「我覺得沒什麼不好，習哥（習近平）順便把他帶回去更好！」[118]
- 11月5日，民主進步黨立法委員陳亭妃批評馬英九總統處理馬習會未依標準作業流程，人民完全無法接受，請馬立刻「懸崖勒馬」，向人民、國會說明清楚並接受監督，要見「習」再見啊！強調馬習會遭人民極大反彈，對國民黨明年大選會有很大負面影響[119]。
- 11月6日，民主進步黨立法委員陳其邁在馬英九總統針對馬習會召開的國際記者會會後公佈了向陸委會要來的民調報告，PO文表示「連民調也黑箱」，指控民調實在「騙很大！」[120]。

#### 國防部
- 11月7日，馬英九在兩岸領導人結束後的記者會轉述習近平說法：「飛彈部署非針對台灣」。[121]11月9日，中華民國國防部軍事發言人羅紹和少將，在例行記者會上表示：「中國大陸對台軍事部署是一個事實，也是現象」，並表示：「希望能夠展現對台善意」。[122]

#### 政府與執政黨
- 副总统吴敦义在出席活动时表示，“习马会”可以使两岸降低敌对状况[123]。
- 经济部长邓振中表示“习马会”将有对于加入跨太平洋戰略經濟夥伴關係協議（TPP）及东南亚区域全面经济伙伴协定（RCEP）有帮助。财政部长张盛和與金管会主委曾铭宗則认为「习马会」有助于两岸未来的经济发展[124]。
- 外交部长林永乐在立法院國防及外交委員會应询时表示，国际多以肯定且正面的角度看待「习马会」，且此行主轴是巩固和平、维持现状，这方向符合大家期待，会晤本身就是代表正面发展，并认为习马会應該會讓APEC“更加順暢”[125]。
- 国民党主席暨總統參選人朱立伦表示，两岸领导人会面对于两岸关系是非常重要的里程碑。朱立倫表示若當選總統後，願意繼續見習近平。国民党文化传播委员会主委林奕华也表示，在“九二共识”的基础上，两岸关系从化解对立乃至和平发展，两岸领导人会面应是进入合作双赢阶段的重大分水岭。

#### 反對馬習會的在野黨人士
- 民進黨主席暨總統參選人蔡英文表示：馬英九總統是即將卸任的總統，國人絕對不會允許馬在即將卸任之時，為了個人的政治評價去框限台灣的未來，更無權去承諾自己無法負責的事情，並且兩岸領導人會面是一件大事，涉及台灣的尊嚴和國家利益，在如此混亂倉促的狀態下讓國人知道，對台灣的民主政治是有傷害的。她也強調不能拿台灣的未來當選舉一時的操作，并提出「對等尊嚴」、「公開透明」、「不涉及政治前提」三点原则。她也表示若當選，在此三原則下，不排除跟習近平見面。除此之外，蔡英文還在臉書表示 “總統對外應該代表國家人民，必須體現的是國人的共同意志，但是，昨天馬總統在馬習會的表現，讓很多人感到失望，甚至是憤怒。因為，對台灣人民而言，馬習會在國際社會面前所留下的「歷史紀錄」，只有馬總統沾沾自喜的握手，從頭到尾完全缺席的是台灣的民主，更看不見中華民國的存在。” 她還指出，台灣的堅強後盾就是人民手中的選票。她鼓勵台灣民眾明年大選之際“用選票換掉這個政權”[126][127][128]。蔡英文也表示，若當選總統，在符合「資訊公開透明、對等尊嚴、不涉政治前提」等三原則下不排除安排「蔡習會」[129]
- 民进党发言人郑运鹏表示，兹事体大，且时机可议，马英九必须向民众清楚说明。馬英九在競選連任時曾承諾四年內絕不與中方領導人會面，現在卻倉促黑箱地安排會面，馬習會性質是什麼？目的是什麼？為什麼非得如此急迫？會談的形式與安排是什麼？他將說什麼、做什麼？馬也曾說馬習會必須在「國家需要、人民支持、國會監督的情況下」進行，卻在出發前才用突襲方式告知國人，再次凸顯馬政府違背民主、規避監督、「黑箱作業」的慣性，人民難以接受。
- 民進黨立法院黨團總召柯建銘表示，他自己及民進黨團「均未事前」接獲行政部門，或立法院長王金平告知今日行政院長毛治國及總統府秘書長曾永權將拜訪王金平一事，對總統馬英九此等偷偷摸摸、黑箱作業行為，他代表民進黨黨團予以嚴正抗議。並認為，此為國共片面商定的政治框架，台灣人民對此不能接受[130]。
- 民进党秘书长吳釗燮接受廣播訪問時批评馬英九“黑箱作業”，而马英九在中新建交25周年之际赴新加坡与习近平会面，可能對台灣是個傷害。但他同时表示，民进党不会组团去新加坡抗议，不會“逢中必反”，民進黨會在台灣監督馬習會[131]。
- 台灣團結聯盟主席黃昆輝指出，馬總統背棄諾言，犧牲台灣利益換取個人虛名，黑箱作業藐視國會、踐踏人民，他已下令台聯黨團全面杯葛、絕不背書[132]。台聯青年軍到總統府前抗議，在府前丟擲煙霧彈，拿著「黑箱馬習會，國共賣台會」的標語，高呼口号，反對馬習會，隨即被警察逮捕，帶回警局進一步偵訊[133]。其精神領袖李登輝則表示馬英九任期已屆，關於兩岸的協議卻不交由下屆總統安排[134][135]。

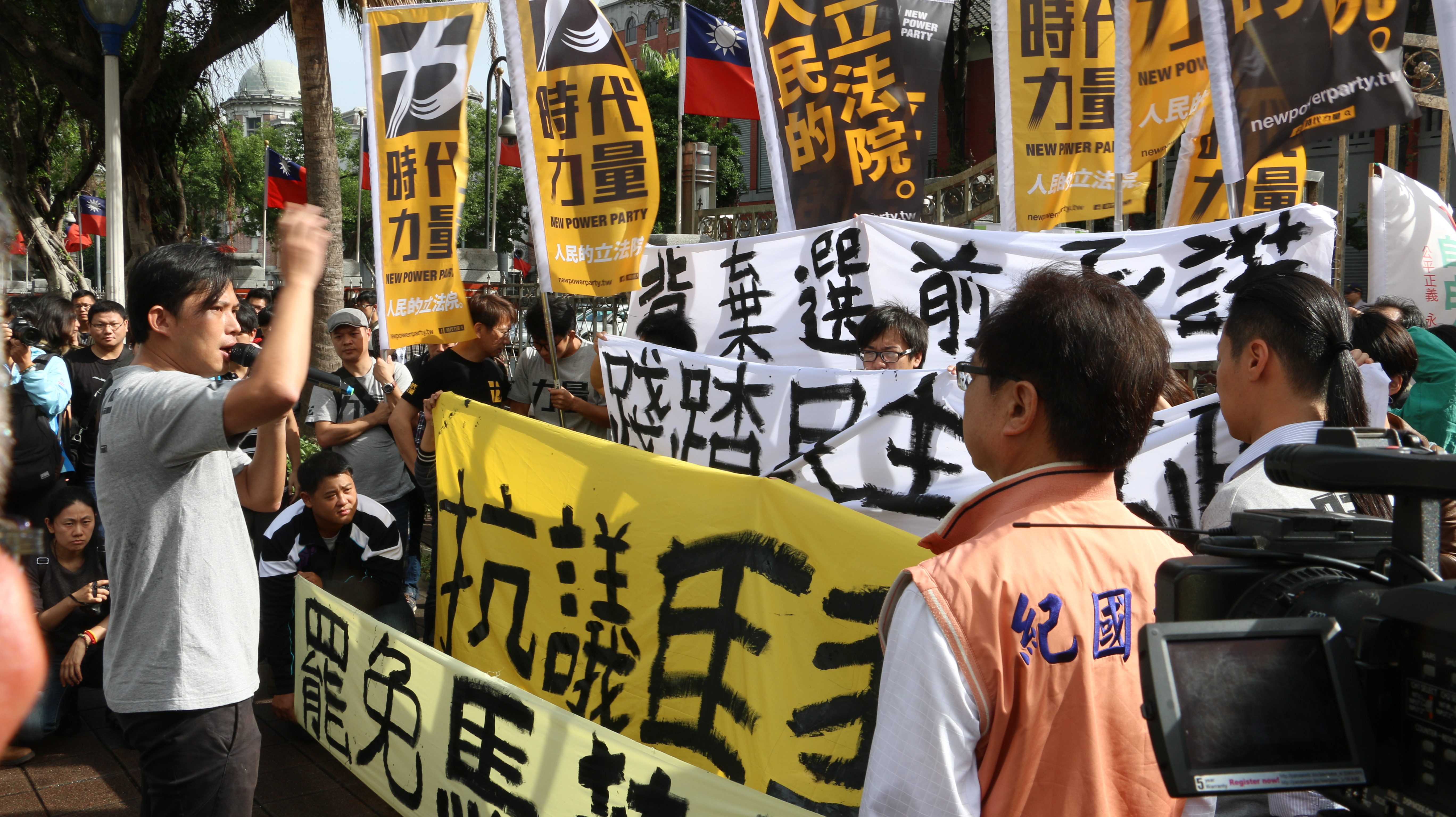
時代力量立委參選人黃國昌與群眾在立法院外譴責馬習會，高喊罷免馬英九

- 時代力量主席黃國昌在臉書上表示強烈抗議，表示無法容忍，認為馬習會將破壞台灣民主、出賣主權，並號召民眾到立法院前抗議[136]。

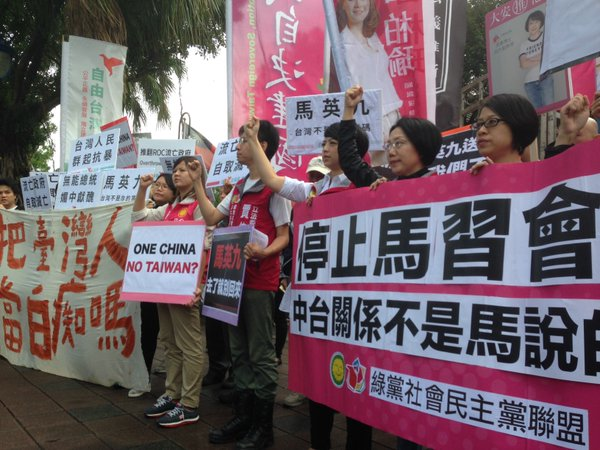
綠黨社會民主黨聯盟與自由台灣黨群眾在立法院外抗議馬英九及馬習會

- 綠黨社會民主黨聯盟共同召集人范雲表示，馬總統行為已違背憲法第48條的誓詞[註 4]，此行完全無民意基礎，要求國民黨主席朱立倫應開除馬的黨籍。而共同召集人李根政也表示，這代表北京想介入台灣選舉，此事無人民支持及國會同意，因為目前兩岸僅止於經濟協商，馬此行涉政治協商，沒有民意基礎[137]。綠社盟抗議馬英九3日夜襲台灣人民，行前幾天才突然宣布馬習會，完全將國會蒙在鼓裡，並先後到最高法院檢察署及高等檢察署告發馬英九涉外患罪，律師李晏榕與詹順貴等表示兩岸國家領導會面談判涉及國家主權，程序上應由國會事前監督，但馬英九卻在未經立法院相關程序下擅自與中國領導人習近平約定會面，顯已違反《刑法》第104、113、114條[註 5]，應限制其出境[138][139]。

#### 贊成馬習會的在野黨人士
- 親民黨主席暨總統參選人宋楚瑜認為，馬、習以兩岸領導人身份會面，有助兩岸深化交流。但他同時也批評過程不透明，並質疑馬、習2人“是否有私下承諾”，馬政府應向朝野及全民說明清楚[140]。
- 新党主席郁慕明投书《中国时报》，称馬英九走了一條對的道路，并呼吁所有总统参选人都要访问中国大陆。他还批评蔡英文没有资格批评马英九“搞黑箱”[141]。
- 民國黨主席暨副總統參選人徐欣瑩表示，樂見馬英九總統與習近平以對等尊嚴的方式見面，但是也提出三質疑，「馬英九總統是為了自己，還是2,300萬台灣人民？」；為何不「開大門走大路」，造成民眾疑慮。同時也對民進黨主席蔡英文提出質問，若蔡當選總統，會不會與大陸領導人會面；若要會面，蔡將用什麼身分及形式；若不會面，民進黨要透過何種平台維持兩岸和平[142][143]。

#### 無黨籍政治人士
- 前國民黨立委、現為無黨籍的紀國棟批評馬英九這行為就像沒有得到父母同意就去見情郎，将其比作“私奔”[144]。
- 臺北市長柯文哲對馬英九於會中提及一中原則是「頭殼壞掉」，也認為既然大陸是國台辦主任張志軍開記者會，馬英九應該叫夏立言開就好，同時表示九二共識含混且沒有解決問題。並引述《金剛經》文中「應無所住，而生其心」評論不要為了見面而見面。[145]但他也不否認馬習會有助降低兩岸敵意[146]。

#### 其他政治團體、政治評論
- 11月4日，中央研究院法律學研究所副研究員與專欄作家黃丞儀撰文表示，馬英九任期將屆前卻要召開馬習會，躁進恣意的作為不僅違背民間對「看守總統」的期待，也已違反憲法程序。他表示立法院有議決「國家重要事項」之權，行政院必須在行政院會議上將對此先行議決，絕非會議行程、日期都決定好了才去立法院報告，這將使「國會的參與決策權形同虛設」，成為「橡皮圖章」，等於重演審查服貿協議的戲碼；過半數的立委提議，經三分之二以上同意，即可聲請司法院大法官審理彈劾案；要爭取連任的立法委員此時應充分反映民意，迅速提出彈劾案。[147][148]
- 11月5日，由「抗議國家暴力、聲援靜坐學生」的臺灣學界和社運界於2008年第二次江陳會談期間所組成的「臺灣守護民主平台」發表聲明反對馬習會突襲台灣民主憲政。他們表示，所謂「兩岸領導人」說法，已違反其擔任總統的誓詞；涉及憲法第63條之「國家重要事項」應先由立法院邀請總統到院國情報告，由立法院決議「同意」之後，馬英九才能前往；立法委員應依法向司法院大法官會議聲請釋憲，且因時間壓力而因同時聲請大法官做出「暫時處分」，發出禁制令，禁止馬英九總統進行此次會面；台海和平應建立在自由與人權保障的普世價值之上。[149]
- 11月6日晚間10點30分，部分青年團體突然闖入總統府前抗議馬習會，被警方驅離後，隨即於11點30分至立法院抗議並闖入立院前廣場，到7日凌晨零時40分左右，警方將闖入立法院廣場的抗議者驅岀立院，過程中多名民眾受傷[150][151]。政論家林保華、楊月清夫婦和二十多位包括陳為廷、尹若宇等三一八、反課綱微調學生，於7日凌晨至松山機場抗議馬習會，隨後為警方逮捕[152]。
- 11月7日下午「馬習會」同一時間，經濟民主連合等數十個民間團體發動的「停止貨貿談判，抗議馬習會」遊行約有五千人參加，由「One Taiwan One China（一個台灣，一個中國）」、「九二沒共識，聽你在唬爛！」、「出去別回來，送給新加坡！」等標語領軍，並提出六點聲明：一、馬英九不具備可與中國國家主席會面商談的民主正當性。二、台灣不屬於中國。三、總統專斷暴衝傷害民主。四、人權價值優先於政治算計。五、漠視民主人權，無助區域和平。六、國會、政黨與公民社會應共同啟動民主防衛機制。社民黨主席范雲說，「我們遺憾自己太溫和，未能阻止傷害台灣主權的事發生！」[153][154][155][156][157][158]
- 支持馬習會與馬英九總統的群眾數百人，7日晚間10時聚集桃園機場第1航廈入境大廳，高舉國旗、標語準備接機，等候期間群眾以喊口號方式表達支持[159]。
- 11月8日，多個台灣海外學生團體發起連署，表示反對馬習會罔顧民意，要求捍衛台灣主體與民主。[160][161]

#### 音樂界
- 第6屆金音創作獎與馬習會同天舉行，部分音樂人在舞台上發表感言時，也同時針對馬習會做評論。[162][163]
  - 最佳民謠專輯獎得獎人謝銘祐表示：「如果一個政府，一個總統沒辦法給我們自在的環境，在國外不敢大聲喊台灣，我們叫他去休息好不好」。
  - 世外桃源樂團主唱閻韋伶：「馬英九下台」。

#### 民調
- 兩岸政策協會：於馬習會前的11月6日公布民調，有56.7%民眾支持兩岸領導人會面；「馬習會」支持度為43.9%，32.2%民眾不贊成，其中40歲以下多持批評態度。[164][165]。此矛盾現象應可推論至民眾對馬英九本人的不信任感，大幅降低馬習會的支持度[166]。11月9日公布「馬習會」後民調，48.5％不滿意馬英九的表現，39.6％的民眾滿意。認為馬英九沒有維護中華民國主權與利益的受訪者佔46.8％，認為有維護主權的受訪者佔32.9％。在總統選舉部分，蔡英文支持度保持領先，比10月18日調查時的45.2％微幅上升3.4個百分點，達到48.6％；朱立倫支持度為21.4％，與之前的21.9％差不多；而宋楚瑜支持度則降至8.3％，較上次下滑5.5個百分點；未表態受訪者比例增加8％。[167]。
- 中國國民黨立法院黨團：馬習會後最新民意調查，46.1％受訪者贊成馬習會，21%不贊成[168][169]。
- 東森新聞民調：馬習會後，民眾認為馬習會對穩定兩岸和平有幫助(46%)、沒幫助(39.3%)。
- 三立新聞民調：在馬習會後，民眾對於馬英九在「馬習會」上的表現，有34.9%的民眾不滿意、26.4%的民眾滿意，未表態的則有38.7%。另外，43.3%的民眾認為馬習會有助於兩岸和平，36.7%的民眾認為沒幫助。在馬習會後，民進黨總統參選人蔡英文支持度顯著上升至46.7%，大幅領先維持在低檔的國民黨朱立倫（19.0%）與親民黨宋楚瑜（11.4%）。[170]。
- TISR台灣指標民調顯示，在馬習會後，有73%民眾支持兩岸領導人定期會面，不論是哪一政黨執政（擔任總統），14.5%則表示不贊成，經由交叉分析，政治傾向為泛藍的民眾88.3%贊成，泛綠民眾也有68.9%贊成。30.2%民眾認為馬英九做到捍衛我們國家的主權與尊嚴，52.7%認為沒做到；另外也有56.2%認為馬英九不能代表受訪者意見。[171]。
- 新台灣國策智庫於11月18日公布委託趨勢民調公司進行的電話民調顯示，54.8%的民眾不滿意馬英九在馬習會的表現，30.4%的民眾則感到滿意，64.3%的民眾不同意馬英九提出的一個中國原則，22.9%的民眾則贊同。56.0%的民眾擔心馬習會後台灣會變成中國的一部分，38.8%的民眾表明不擔心。對於習近平表示「飛彈的部署是整體性的，不是針對台灣人民」，72.8%的民眾不相信習近平對飛彈部署的回應，18.5%的民眾表示相信。在馬習會後，62.4%的民眾對國民黨的表現不滿意，19.6%的民眾感到滿意，42.0%的民眾對民進黨的表現感到滿意，37.8%的民眾不滿意民進黨的表現。[172]。在民眾的自我認同及統獨立場方面，馬習會後，自我認同為台灣人的比例是87%，自我認同是中國人的比例為6.1%，認為台灣未來應獨立或統一的支持比例，分別為61.4%及12.3%，整體並無太大變化，其中20-29歲高達98.0%認同自己是台灣人、僅2%自我認同是中國人；20-29歲年輕人有8成認為台灣未來應該獨立，比今年9月的7成更高。[173]。

### 中国大陆方面
- 中共中央政治局常委、全国政协主席俞正声在南京出席两岸企业家紫金山峰会时表示，“习马会”于11月7日在新加坡举行，这对两岸企业都是重要的利好消息[174]。
- 中共中央台湾工作办公室主任张志军表示，这是1949年以来两岸领导人的首次会面，将把两岸交往提升到一个新的高度，也为两岸关系发展开辟新前景[175]。
- 中华人民共和国外交部发言人华春莹在例行记者会上说，两岸关系保持和平发展，符合两岸利益，也有利于地区和世界的和平稳定[176]。
- 中国社会科学院台湾研究所副所长朱卫东在11月4日接受中新社記者电话采访时這麼說：“‘习马会’将向海内外传递出清晰而强有力的信号，即两岸各方应全力维护在‘九二共识’、反对‘台独’基础上建构出的两岸和平发展大局，全力维护两岸同属一中的政治定位与合作基石，决不允许岛内外任何力量阻碍破坏这一现状和发展历程。”[177]。
- 抗日名将郑洞国长孙、民革中央副主席郑建邦於11月6日表示，“习马会是两岸关系史上一次里程碑式的突破，将增强两岸人民对两岸关系和平发展的信心，推进两岸关系在一个中国原则基础上深化发展。”他说“7年多来，两岸关系有很大缓和、两岸领导人坐在一起商讨两岸的今天和未来，本身就是一件有重大标志意义的事情。”
- 全国政协常委、台盟中央常务副主席黄志贤於11月6日在北京就“习马会”接受中新社记者采访时说，“我们感到两岸关系真是跨出了一大步。”
- 台盟中央副主席吴国祯受访时表示，“习马会”是关键时刻的“大手笔”，两岸关系应实现互利双赢。
- 中华全国台湾同胞联谊会副会长杨毅周接受记者采访时也表示，两岸领导人会面是两岸关系巩固成果、开创未来的重要里程碑，是两岸同胞的共同期盼，必将永载史册。[178]。
- 上海台湾研究所常务副所长、《台海研究》主编倪永杰表示：经济全球化、两岸经济一体化是必然趋势，应正面看待。抱残守缺或绕开中國大陆这个大市场，台湾经济将难以找到出路。倪永杰认为，台湾方面应持开放态度，与大陆进行优势互补，如将两岸有关产业链结合起来，做好分工，发挥台湾人才、服务业等优势，实现两岸共同发展。
- 厦门大学台湾研究院经济研究所所长唐永红也认为，两岸经济交流只有双向对等开放，才能形成你中有我、我中有你的合作格局，才会形成共同利益。並表示“目前陆资赴台投资还受到较多限制，台湾方面应进一步松绑。这不仅有利于两岸经济合作，也会为台湾民众创造更多就业机会。”[179]。

### 媒体
- 11月3日，英國廣播公司（BBC）報導指出，這是兩岸領導人第一次會面。並提到近年兩岸關係改善、馬英九任期將屆滿等[180]。
- 11月3日，美國有線電視新聞網（CNN）在報導馬習會時，指出，兩岸往來頻繁，但仍存在緊張關係，這是兩岸領導人會面意義重大的原因[181]。
- 11月3日，美国《紐約時報》報導，這是自1949年兩岸分裂、形塑亞洲政治長期且時有敵意衝突超過半世紀以來，兩岸領導人首次會面。[182]。
- 11月4日，BBC中文網日本特約記者童倩撰文稱「習馬會引起日本政府和媒體關注」。日本NHK、共同社、时事通信社、《讀賣新聞》、《每日新聞》、《產經新聞》等主流媒體在第一時間跟進報導，並稱「馬習會將是1949年兩岸分裂以來，兩岸領導人首度會面。」[183]。
- 11月4日，英國《衛報》報導，這是自1949年以來，兩岸領導人首次會面。報導中指出，馬英九上台兩岸關係改善，但民眾擔心北京影響力提高，不願關係過於密切[184]。
- 11月4日，美国《紐約時報中文網》王霜舟撰文稱「历史性的“习马会”：两岸领导人将首次会晤」[185]。
- 11月4日，美国《華爾街日報》發自北京的報導指出，「馬習會」是兩岸關係發展里程碑，同時說明中國大陸領導人習近平對台灣的野心及北京對明年初總統大選的擔憂。這篇報導指出，自從蔣介石與毛澤東內戰以來，「馬習會」將是兩岸關係發展劃時代大事。美國將關注兩岸雙方領導人會面，華府自1979年與北京建立外交關係，並依美國法律協助台灣建立自我防衛能力。華爾街日報引述美國政府官方說法，強調目前仍太早預判「馬習會」是否為兩岸關係轉捩點，惟讚許這項決定[186]。
- 11月4日，美國《洛杉磯時報》專文標題指臺灣有許多人質疑跛腳鴨總統與中國大陸會晤之計畫，認為不但時機可議，對一般臺灣人也沒什麼助益。[187]
- 11月4日，中評社援引德國《德國之聲》指出，這將是海峽兩岸65年來的重大突破[188]。
- 11月4日，中國大陸《环球时报》发表社评：世界都将为“习马会”历史性突破鼓掌，“习马会”是两岸关系的重大突破，它将对台湾未来的大陆政策产生正面引导力，对世界认识两岸关系的性质树立坚实的坐标[189]。
- 11月5日，台湾《自由電子報》發表一則主題為「必然傷害台灣的馬習會」的社論[190]。
- 11月5日，美国《時代》雜誌標題指會晤倍受抨擊，許多臺灣人對北京之動機深感疑慮，包括臺北可見的抗議者、彈劾將卸任總統的擴大呼籲、低民望馬英九有何權限違背承諾做出影響臺灣安全與未來的重要決定等質疑。[191]
- 11月5日，法國法新社專文標題指北京利用此會作為誘騙，目的之一是轉移國際對其在南海的侵略性擴張主義。[192]。
- 11月7日，臺灣《自由時報》在即時新聞發表綜合報導稱，馬習會即將在11月7日下午登場，引述了部分歐洲媒體，指出了台灣民眾對於中國大陸的不信任[193]。
  - 瑞士《新蘇黎世報》以「虛偽的握手」為題發表的評論指出，馬習會中沒有人真正在乎台海的和平，因此也「無法改變台灣人對中國大陸的抗拒」，習近平是因為要拉抬國民黨低迷的選情，才想與馬英九握手；而馬英九則是想透過馬習會，展現中國國民黨在中國大陸政策的獨佔權。
  - 《南德日報》則以「讓人窒息的擁抱」為題發表評論。雖然兩岸關係比過去任何時候都還緊密，但也讓台灣人對中國大陸更不信任。
  - 《德國之聲》則指出，除非習近平對台灣讓步，承諾「不干涉台灣政治」，這樣台灣的年輕人才有可能被說服。但由於北京的保守派不可能同意，習近平讓步的可能性很低，因此，馬習會除了歷史性的握手外，不會有具體的成果。
  - 《新頭殼》也引述歐洲各大媒體報導，德國《明鏡週刊》認為，不能將馬習會解讀成兩岸越走越近，反而應看成是更加凸顯了台灣與中國大陸以小對大、以民主對獨裁的不對等關係。
- 11月8日，路透社專文標題「臺灣在野黨表示唯有民主能決定未來」。指總統候選人蔡英文表明不代表主流民意之馬英九的表現已激怒許多臺灣人，而臺灣人民將在大選中以多數決定臺灣的將來。[194]
- 11月9日，BBC中文网韩国特约记者杨虔豪撰文稱“马习会：韩国媒体热议两岸关系新局面”。文章內容說明，韩国《朝鲜日报》、《东亚日报》与《首尔新闻》等各大报章都在头版刊登两人的会晤照片。《中央日报》与《韩民族新闻》更是开辟两大页的版面，解说两岸关系。以此对比朝鮮半島南北关系。《韩民族》的报导表露出羡慕的态度[195]。
- 11月9日，臺灣《臺灣蘋果日報》援引日本《朝日新聞》在當天的社論，以「兩岸關係的未來在於北京的作為」為題來評論馬習會。文中指出，習近平以「一個中國」的原則威脅台灣，拒絕和反對北京對台政策的台灣政黨及民眾對話，是不可能贏得台灣人民的心；即使民進黨應該面對兩岸關係的現實，但如果習近平對待台灣反對黨的方式與對國民黨大不同，他應受到「心胸狹隘」的批評。該報導認為，主要繫於北京從現在開始用什麼姿態面對兩岸關係。該報同時呼籲北京，不管明年台灣由國民黨或民進黨執政，只要是經公平選舉產生的政府，北京應該要誠意地與台灣對話[196]。
- 11月9日，臺灣《臺灣蘋果日報》援引日本《讀賣新聞》在11月8日的報導指出，日本對馬習會一方面期待它有助緩和東亞緊張情勢，另一方面採取警戒態度，唯恐兩岸會在釣魚台列嶼，以及與日本有關的歷史議題，例如，靖國神社參拜、慰安婦等問題上站同一陣線，共同反抗日本。該報導引述日本高官的說法稱，不管在東海或在南海，各方攜手努力阻止北京，但如今狀況可能生變。日本首相安倍晉三的身邊人士 [197]稱，日本真正的想法，不安和危機感很強烈，擔心馬英九有可能為了拉抬執政黨支持率，和北京一起反日。[198]。

## 媒體花絮與其相關議論
- 在會晤後双方舉行的記者會中，台灣媒體人周玉蔻多次舉手大聲呼喊，主辦方及其他媒體均未理会，周玉蔻因此質疑主辦方在點名提問媒體時設定對象[199]。事後部分中國大陸及台湾媒体批评周玉蔻搶問的行为没有教养。[200][201]周玉蔻則表示，記者的專業是提問及挖掘真相，而非禮貌。[202]
- 會談結束後，中國中央電視台晚間新聞節目《共同關注》一改過去慣例[203]，並未用馬賽克處理中華民國國旗，疑似是中國大陸當局釋出的善意[204][205]，落實兩岸領導人首次會談的成果[206][207]。
- 中國中央電視台在播放馬習會前的公開談話時，刻意迴避習近平稱呼「尊敬的馬英九先生」這句話，也沒有直播馬英九的致辞和記者會（之后央视完整播出了致辞）[208]。美國之音評論，中国大陆网友对于央视的做法非常反感，一片炮轰声[209]。
- 台灣中央社、國民黨的臉書在報導馬習會公開談話馬英九總統談話部分全文裡，被人發現其中刪去馬英九提到「一個中國」的段落[210]。
- 中國大陆媒體《環球時報》在其官方新浪微博發文稱：「馬英九記者會開始，台灣方面的記者提問明顯也是安排好的，都叫得出媒體和名字」[211][212]。此舉引來新浪微博上許多網友議論，「習馬會」的搜尋熱度上升至排名第3，有27萬人加入此話題討論。有不少大陸網友說：「居然敢說『也』，這不是打自己臉？」、「也字說明一切」、「也字用得好」、「環球時報是內奸」、「這是以己度人」[213]。

## 相關議題
- 會談前馬英九的開場致詞僅提及「一個中國」原則，直到會談後的國際記者會表示在閉門會談時有當面提到「一中各表」，遭到各界質疑[214]。林濁水批評，開場白在習面前説只有一中、不講各表，事後在背後再說各表，原來各表是悄悄話、是背後話、是上不了檯面的話[215]。
- 亞太和平研究基金會董事長趙春山、陸委會主委夏立言、記者黃暐瀚等人指出馬習會的開場致詞不只一套劇本，會前雙方的講稿分別是馬英九的四個堅持（中華民國、一中各表、憲法、隔海分治）與習近平的四個主張（一個中國、兩岸同屬一中、兩岸一家親、反對台獨），後來陸方允諾不提四個主張，原本台方也擔心陸方會不會信守承諾，所以準備了兩套講稿，直到議程安排出爐，陸方先致詞，讓台方安心許多，習近平也確實未涉及四個主張，馬英九也就不講四個堅持[216][217]，此外黃暐瀚指出雙方在馬習會的閉門會談都有做正式錄音，這些文字往後都會成為文獻[218]。
- 據自由時報報導，當中國大陸方面發現有台灣僑胞帶著中華民國國旗到場幫馬英九總統加油時，中國大陸方面要求新加坡警方將台灣僑胞驅逐出場，甚至還做了筆錄、拍照存證，但同場揮舞中華人民共和國國旗的人卻沒有事[219]。
- 2018年川金會選在新加坡舉辦，白宮副發言人夏哈（Raj Shah）提到第一次兩岸領導人會面也是在新加坡，新加坡的中立性且能確保川普與金正恩兩人的安全。